# بيتسي بلير
بيتسي بلير (بالإنجليزية: Betsy Blair)‏ (و. 1923 – 2009 م) هي راقصة، وممثلة مسرحية، وممثلة أفلام أمريكية، توفيت في لندن، عن عمر يناهز 86 عاماً، بسبب سرطان.
منذ صغرها كانت تعمل كموديل وهي طفلة قبل ان تجد عملا كراقصة أو مطربة في كورال وذلك قبل ان يصبح عمرها 15 عاما وفي عام 1940 قدمت أول مسرحية لها علي مسرح برودواي وفي عام 1947 وقفت لأول مرة امام كاميرات السينما لتقدم دور كايتي في فيلم The Guilt of Janet Ames

## وصلات خارجية
- بيتسي بلير على موقع IMDb (الإنجليزية)
- بيتسي بلير على موقع روتن توميتوز (الإنجليزية)
- بيتسي بلير على موقع ألو سيني (الفرنسية)
- بيتسي بلير على موقع تيرنر كلاسيك موفيز (الإنجليزية)
- بيتسي بلير على موقع أول موفي (الإنجليزية)
- بيتسي بلير على موقع قاعدة بيانات برودواي على الإنترنت (الإنجليزية)
- بيتسي بلير على موقع قاعدة بيانات الأفلام السويدية (السويدية)
- بيتسي بلير على موقع إن إن دي بي (الإنجليزية)
- بيتسي بلير على موقع قاعدة بيانات الفيلم (الإنجليزية)
- بيتسي بلير على موقع كينوبويسك (الروسية)